# Staffordshire Moorlands
Staffordshire Moorlands è un distretto dello Staffordshire, Inghilterra, Regno Unito, con sede a Leek.
Il distretto fu creato con il Local Government Act 1972, il 1º aprile 1974 dalla fusione dei distretti urbani di Biddulph, e Leek con il distretto rurale di Cheadle e il distretto rurale di Leek.

## Parrocchie civili
- Alstonefield
- Alton
- Bagnall
- Biddulph
- Blore with Swinscoe
- Bradnop
- Brown Edge
- Butterton
- Caverswall
- Cheadle
- Checkley
- Cheddleton
- Consall
- Cotton
- Dilhorne
- Draycott in the Moors
- Endon and Stanley
- Farley
- Fawfieldhead
- Forsbrook
- Grindon
- Heathylee
- Heaton
- Hollinsclough
- Horton
- Ilam
- Ipstones
- Kingsley
- Leek
- Leekfrith
- Longnor
- Longsdon
- Oakamoor
- Onecote
- Quarnford
- Rushton
- Sheen
- Tittesworth
- Warslow and Elkstones
- Waterhouses
- Werrington
- Wetton